# Župečja vas
Župečja vas este o localitate din comuna Kidričevo, Slovenia, cu o populație de 251 de locuitori.